# Касымов, Мирджалол Кушакович
Мирджало́л Куша́кович Касы́мов (узб. Mirjalol Qoʻshoqovich Qosimov; 17 сентября 1970; Ташкент, Узбекская ССР, СССР) — советский и узбекистанский футболист, выступавший в основном на позиции полузащитника, ныне тренер. С декабря 2018 года — главный тренер клуба АГМК.
Сын Миржамол также футболист.
Один из лучших узбекских футболистов всех времён, чемпион России по футболу, трёхкратный чемпион Узбекистана, чемпион мира среди юношей 1987 в составе сборной СССР, чемпион Европы среди юношей в 1987 и 1988 году, Чемпион Азиатских Игр 1994 года.

## Биография
Родился в Ташкенте. С 14 лет начал выступать в юношеской сборной СССР. На чемпионате мира в Канаде, проходившем в июле 1987 года, стал чемпионом мира.
Был капитаном юношеской и молодёжной сборной СССР. В 1985—1986 годах обучался в Московской высшей школе футбола.
В 1987 году провёл 6 игр за клуб первой лиги «Пахтакор», а годом позже выступал уже в высшей лиге за минское «Динамо». В составе минчан не закрепился и в том году вернулся в «Пахтакор».
Касымов отличался высокой культурой паса и являлся мастером стандартных положений, забив немало голов не только со штрафных, но и с углового. Мирджалол Касымов — первый узбекский футболист и второй футболист в Азии, которому удалось забить гол в соревнованиях под эгидой УЕФА. 12 сентября 1995 года в матче Кубка УЕФА 1995/96 «Алания» — «Ливерпуль» Касымов открыл счёт на 21-й минуте. Однако матч завершился победой «Ливерпуля» 2:1 (на гол Касымова ответили Макманаман и Джейми Реднапп). Всего в еврокубках Касымов провёл 3 матча. Свой третий матч он провёл 7 августа 1996 года в квалификационном раунде Лиги чемпионов 1996/97 против шотландского «Глазго Рейнджерс».
2 июня 2007 года на стадионе МХСК состоялся прощальный матч Касымова, в котором сборная Узбекистана сыграла против сборной звёзд Европы и Азии. В составе сборной звёзд вышли иранский форвард Али Даеи, Мубарек Мустафа, Сергей Семак, Андрей Каряка, вратарь сборной Узбекистана Алексей Поляков, а также в конце матча на поле вышли оба его сына. Этот матч также посетили его бывший тренер по «Алании» Валерий Газзаев, наставник юношеской сборной СССР, чемпиона мира среди юношей 1987 Александр Пискарев, бывший капитан сборной России Виктор Онопко, Александр Тарханов. Игра завершилась вничью — 3:3.
23 ноября 2010 года во Владикавказе состоялся матч легенд «Алании» и «Спартака», посвящённый 15-летию чемпионства Алании в сезоне 1995. В матче, закончившемся со счётом 3:3, Касымов отметился голом.
За сборную Узбекистана провёл 67 матчей и забил 31 гол.

## Карьера тренера
Свою тренерскую карьеру Касымов начал в клубе «Машал».
30 декабря 2006 года он был назначен помощником нового главного тренера национальной и олимпийской сборной Узбекистана Рауфа Инилеева.
В декабре 2007 года Касымов был назначен главным тренером стремительно растущего ташкентского клуба «Курувчи» (ныне «Бунёдкор»). В сезоне 2008 «Курувчи» впервые удалось прервать гегемонию «Пахтакора», выигрывавшего семь чемпионств подряд, став чемпионом страны. Мирджалолу Касымову сходу удалось вывести «Бунёдкор» в дебютном для клуба сезоне Лиге чемпионов Азии 2008 в полуфинал турнира, победив в четвертьфинале в двухраундовом поединке иранскую «Сайпу» 5:1 после ничьи 2:2. Незадолго до полуфинальной встречи азиатской Лиги чемпионов против «Аделаиды Юнайтед», 27 сентября 2012 года главным тренером Бунёдкора был назначен бразильский специалист Зико.
Касымов был назначен главным тренером национальной сборной Узбекистана 19 сентября 2008 года, сменив на этом посту Рауфа Инилеева. 6 апреля 2010 года вместо Касымова тренером сборной был назначен Вадим Абрамов.
В сентябре 2012 года Касымов был снова назначен главным тренером сборной Узбекистана на смену Вадиму Абрамову, оставшись одновременно тренировать «Бунёдкор». Смена тренера произошла после неудачного старта национальной сборной в 4-м отборочном раунде Чемпионат мира 2014 против сборной Ирана.
В 2012 году ему удалось выиграть третий Кубок Узбекистана для «Бунёдкора» и снова финишировать в полуфинале Лиги чемпионов АФК 2012. Клуб не смог пройти южнокорейский «Ульсан Хёндэ», по сумме двух матчей «Ульсан» вышел в финал турнира. В ежемесячном опросе «Лучшего тренера месяца», проводимый футбольной федерацией среди журналистов страны, Мирджалол Касымов 6 раз был признан лучшим тренером в 2012 году.
21 января 2013 года Федерация футбола Узбекистана назвала Мирджалола Касымова лучшим тренером 2012 года.
В 2013 году по итогам 4-го квалификационного раунда на Чемпионат мира 2014, сборная Узбекистана не смогла напрямую пробиться на чемпионат. Сборная заняла третье место в группе, по разнице мячей лишь пропустив вперёд Южную Корею, и вышла в плей-офф раунд против сборной Иордании. После гостевой ничьи 1:1 6 сентября 2013 года в Иордании, матч в Ташкенте 10 сентября также закончился счётом 1:1 в дополнительное время. Послематчевые пенальти закончились счётом 8:9 в пользу сборной Иордании. После матча Касымов взял вину за поражение в матче на себя и подал в отставку. Вопрос о будущем Касымова на посту первой сборной после окончания очередного неудачного для сборной отборочного турнира на Чемпионат мира оставался открытым. ФФУ не приняла его прошение об отставке с поста тренера. В начале декабря 2013 года президент ФФУ утвердил тренеров национальных сборных различных возрастов, Касымов остался у руля сборной.
23 июня 2015 года президент футбольной федерации Узбекистана Мираброр Усманов принял отставку Мирджалола Касымова с поста главного тренера сборной Узбекистана по футболу. В тот же день главным тренером сборной Узбекистана по футболу был назначен Самвел Бабаян, который работал до этого главным тренером ташкентского футбольного клуба «Пахтакор».
За всю тренерскую карьеру у руля сборной Узбекистана Мирджалол Касымов провёл 54 матча, из них 22 побед, 15 ничьих и 17 поражений. В матчах были забиты 66 мячей, пропущены 52.
С «Бунёдкором» в 2013 году Касымов выиграл чемпионат Узбекистана и в 3-й раз Кубок Узбекистана, а всего 4-й по счёту. Согласно голосованию журналистов на приз Лучшему тренеру года 2013, ежегодно проводимый ФФУ, Касымов занял 2-е место.

## Достижения

### В качестве игрока
Командные
- Чемпион Узбекистана (3): 1998, 2002, 2003
- Серебряный призёр чемпионата Узбекистана (2): 1993, 2005
- Обладатель Кубка Узбекистана (4): 1993, 1997, 2002, 2003
- Чемпион России (1): 1995
- Серебряный призёр чемпионата России (2): 1992, 1996
- Чемпион Азиатских игр (1): 1994
- Чемпион мира среди юношей (1): 1987
- Чемпион Европы среди юношей (2): 1987, 1988

Личные
- Лучший бомбардир чемпионата Узбекистана (1): 1998 (22 гола).
- Футболист года в Узбекистане (№ 1): 1993, 1998, 2001, 2004[17]
- Футболист года в Узбекистане (№ 2): 1994, 2005
- Член клуба Берадора Абдураимова (210 мячей)
- Член клуба Геннадия Красницкого (123 мяча)

### В качестве тренера
Бунёдкор
- Чемпион Узбекистана (3): 2010, 2011, 2013
- Обладатель Кубка Узбекистана (3): 2010, 2012, 2013
- Полуфиналист Азиатской Лиги чемпионов (2): 2008, 2012

Личные
- Тренер года в Узбекистане: 2012
- Тренер года в Узбекистане (№ 2): 2008, 2010, 2013

## Награды
- Заслуженный спортсмен Республики Узбекистан (1994)[18]
- Медаль «Шухрат» (1994)[19]
- Заслуженный тренер Республики Узбекистан[20].
- «Узбекистон ифтихори» (2001)[21]
- Орден «Фидокорона хизматлари учун» (2004)[22]
- Орден «Мехнат шухрати» (29 мая 2007 года — за большие заслуги в деле прославления узбекского футбола во всем мире, повышения его авторитета на международной арене, достойный вклад в развитие школы национального футбола)[23][24]